# Sindrome Kabuki
La sindrome Kabuki  o sindrome di Niikawa-Kuroki è un insieme di sintomi e segni caratterizzanti una malformazione congenita dell'individuo. Tale sindrome è stata scoperta da due medici giapponesi nel 1981.
È detta così poiché tali pazienti hanno una facies che può ricordare la famosa espressione facciale del teatro giapponese kabuki, il mie (見得).

## Epidemiologia
I primi casi si erano visti soltanto nel continente asiatico dopo di che si diffuse nel mondo arrivando in Europa e negli USA, la diffusione in Giappone è pari a 1 su 32 000.

## Sintomatologia
Fra i sintomi e i segni clinici si presentano ritardo dello sviluppo psicomotorio ed intellettivo, ptosi palpebrale, scoliosi, clinodattilia del 5º dito, ipodonzia, tendenza all'obesità.

## Eziologia
La causa è attribuibile a mutazioni a carico di due geni che codificano per proteine regolatrici della trascrizione.
Nella sindrome di Kabuki di tipo I il gene mutato è il KMT2D, localizzato sul braccio lungo del cromosoma 12, che codifica per una metiltransferasi specifica per la lisina. La sua attivazione porta un aumento dell'attività trascrizionale. La mutazione a carico di questo gene è ereditata secondo un pattern autosomico dominante.
Nella sindrome di Kabuki di tipo II il gene mutato è il KDM6A, localizzato sul braccio corto del cromosoma X, codifica per una demetilasi specifica per la lisina. La sua attivazione porta ad una riduzione dell'attività trascrizionale. La mutazione a carico di questo gene è ereditata secondo un pattern dominante legato alla X (vedi malattie monogeniche X-linked). :):

## Terapie
Il trattamento cura le anomalie che si manifestano nel corso della sindrome, come ad esempio una terapia logopedica favorisce lo sviluppo del linguaggio.